# Halosydna latior
Halosydna latior är en ringmaskart som beskrevs av Chamberlin 1919. Halosydna latior ingår i släktet Halosydna och familjen Polynoidae. Inga underarter finns listade i Catalogue of Life.